# Гея
 Тази статия е за древногръцката богиня.  За космическия апарат вижте Гая (космически апарат).  
Гея (на старогръцки: Γαῖα, Γῆ, дорийски: Γᾶ; Gaia, Ge; произнася се / ɡeɪ.ə / или / ɡaɪ.ə /; от старогръцки Γαῖα „земя“ или Gaia, Gæa и Gea, от който и новогръцки Γῆ) е изначална богиня от древногръцката митология. Присъства и в римската митология, под името Телус/Тера. Жена е на Уран, известен и като Целус, заедно са родители на Кронос и Рея, а те – на първите богове-олимпийци.
Олицетворява Земята, т.е. тя е за елините „Майката Природа“, Майката Земя. Най-ранните сведения за нея са от митовете на Микена, като „Майка Гая“ написано в Линеар Б – сричкови скрипт.

## Етимология
Гръцката дума „γαῖα“ (предавана като Гея) е дублетна форма на „γῆ“ (ге; дорийски „γά“ – га и вероятно „δᾶ“ – да), но изначалното значение е неясно. Има предположения, че γαῖα е контаминация на γῆ с αἶα, което, съдейки по латинското avia, би връщало към „баба“, евентуално като (μ)αῖα. Формата на „γεω-“ /(гео-) и се използва в древногръцките и съвременните международно приети думи като география, геология, геометрия и т.н.

## Гръцка митология
Хезиод разказва в „Теогония“ как Гея, родена от Хаоса, се разстила силна и даваща живот на всичко. Тя ражда Уран, звездното небе, едрите планини, безплодните дълбини на моретата и е създател на безполовото размножаване (партеногенеза). Залюбва се с Уран и те имат от връзката помежду си ред потомци, включително шест дъщери (Тея, Рея, Темида, Мнемозина, Феба и Тетия) и шестима сина (Океан, Койос, Криос, Хиперион, Япет и Кронос) – титаните. Те не се спогаждат с баща си и впоследствие всички, освен Океан, въстават срещу него. Уран се отнася с неприязън към децата си ги затваря в самите недра на Гея, в тъмния Тартар. Гея събира своите деца и ги убеждава да застанат срещу баща си, но само най-малкият титан, Кронос, събира достатъчно смелост да му се опълчи и повежда на борба с него титаните. Подстрекавани са от Гея, която преди това им е помогнала да се измъкнат от заточението си в Тартар. Също у Хезиод се споменават и други деца на Уран и Гея – чудовищните циклопи и хекатонхейри.
Уран е победен и скопен от Кронос. Все пак, разлялото се семе (или кръв) на Уран отново опложда Гея и така се раждат страховитите гиганти. Впоследствие те помагат на Зевс на свой ред да свали от власт баща си Кронос, подбуден от майка си Рея. Недоволна от злочестините, отредени на титаните, след разразилата се при тези обстоятелства титаномахия, Гея отначало подклажда нова война между боговете – гигантомахия, а после и свирепствата на Тифон. В крайна сметка, тя е трайно раздалечена посредством Атлас от все така търсения от нея за сношение бог на небето.

## Прототипи
В традицията на индуизма Гаятри е името на един от най-важните ведически химни, състоящ се от 24 срички. Гаятри по-късно почва да се персонифицира като богиня. Тя е представена с 5 глави и е седнала върху лотос. Четирите глави на Гаятри представят четирите глави на Ведите, а петата е всемогъщия Бог (като обща форма на Тримурти). С изобразените си 10 ръце, тя държи всички символи на бог Вишну. Един от най-свещените текстове указва всеобхватността на този персонаж и значимостта на мантрата, с която е свързан: „Гаятри е Брахма, Гаятри е Вишну, Гаятри е Шива, Гаятри е Ведите“. Тя е една от съпругите на бог Брахма.
Възможно е образът на Гея да произхожда от тези на много по-древни земеделски божества, чиито култове са се развили в различни стари центрове на земеделието и повлияни от техните култури. Историци и антрополози като Джеймс Меларт, Мария Гимбутас или Барбара Уокър, твърдят, че Гея като Майката Земя има за по-ранен вариант старо-европейската Велика майка, почитана през новокаменната епоха. В шумерската митология Ки е земната богиня. В акадската писменост тя има сричкова стойност: ги, ге, ея. Някои учения я идентифицират с Нимхурсаг, майка на всичко живо. Също така, божествената двойка небе-земя присъства и в древноегипетската митология, макар и с противоположно разположение на половете, като Нут-Геб. Видимо липсва и трагичната нишка на тотално низвергване на бога-Небе и потъпкване на бунтовното и зловещо потомството на богинята-Земя.
През Архаическата епоха за дом на богинята-майка е смятан остров Крит, където е съществувал местен култ към богиня известна като Потния Терон („Господарката на животните“), отъждествявана в по-късни гръцки текстове с Артемида, Деметра или Атина. Запазена е ваза от 5 век пр.н.е. с изображение, представящо Гея, предаваща бебето-дракон (полу-човек – полу-змия) Ерихтоний на Атина, докато бог Хефест (баща на създанието – по силата на това, че семето му е запратено на земята, с помощта на вълнен парцал, от Атина, върху която го е изригнал) ги наблюдава. Счита се също, че образът на богинята Артемида, с който е позната в класическия си вид, идва от този на Артемида Ефеска (всъщност Великата богиня майка, която като такава не е девствена и е представяна в изображения и скулптури с много гърди, което символизира, че е майка на всичко живо).
В силно повлияните от по култовете на древния Близък изток и Мала Азия религиозни традиции на Рим фригийската богиня Кибела е почитана като Magna Mater („Великата майка“) или като Mater Nostri („Нашата майка“) и се идентифицира с римската Церера – богиня на зърното, близка гръцката Деметра, но с различни аспекти и почитана с различен култ. И в двата случая земята (литосферната част на планетата и почвата) е възприемана, като плодородна сама по себе си жена.
Сред останките на римска вила в Сентинум (Сасоферато, в Умбрия, Италия), ок. 200 – 250 г. е запазена мозайка с тогавашна представа за Телус Матер. Тя е изобразена с 4 деца, които вероятно персонифицират сезоните (може би местна вариация на орите), а до нея стои елинистичният бог на вечността Еон (в легендите – роден от Кора/Персефона, дъщеря на богинята на плодородието Деметра).

## Фамилно дърво според различните източници
Някои от митовете, засягащи потомството на Гея са свързани последователно, а някои са уточнени само в незначителни варианти. В „Теогония“ Хезиод описва следното потомство на Гея:
- чрез партеногенеза – Уран и Понт;
- с Уран:
  - 12 титани (по ред на раждане:Океан, Койос, Криос, Хиперион, Япет, Тея, Рея, Темида, Мнемозина, Феба, Тетия, Кронос).
  - 3 циклопа (Арг, Бронт и Стероп);
  - 3 хекатонхейри (Кот, Обриарей и Гиес);
  - мелиадите;
  - ериниите;
  - гигантите;
- с Понт – Кето, Еврибия, Форкис, Нерей, Тавмант;
- с Тартар – Тифон.

Според други автори Гея има и следните потомци:
- С Елара – Титий (според мита, майката е Елара, но тя го ражда, скрита в утробата на Гея);
- С Океан – Креуза и Сперхей;
- С Посейдон – Антей, Харибда;
- С Тартар – Ехидна и Тифон;
- С Хефест – Ерихтоний от Атина;
- Неизвестни бащи – Мимас, Фема, Питон.

## Галерия
- Гръцка ваза 460 – 70 пр.н.е.: Гея предава на Атина Ерихтоний, докато Хефест ги пази
- Аполон Титиос
- Римска мозайка от 3 век: Телус Матер и Еон
- Гея, арабски художник, ок. 730 г.
- „Гая“, Марсел Майер
- Осакатяването на Уран от Хронос